# Cathédrale Saint-Pierre-et-Saint-Georges de Bamberg
 (novembre 2008).
Si vous disposez d'ouvrages ou d'articles de référence ou si vous connaissez des sites web de qualité traitant du thème abordé ici, merci de compléter l'article en donnant les références utiles à sa vérifiabilité et en les liant à la section « Notes et références ».
La cathédrale de Bamberg (en allemand : Bamberger Dom, nom officiel Bamberger Dom St. Peter und St. Georg), classée au patrimoine mondial de l'humanité par l'UNESCO, est un édifice religieux situé à Bamberg. Elle a été achevée au cours du XIIIe siècle. La cathédrale est sous l'administration de l'Église catholique romaine et est le siège de l'archevêché de Bamberg.

## Description

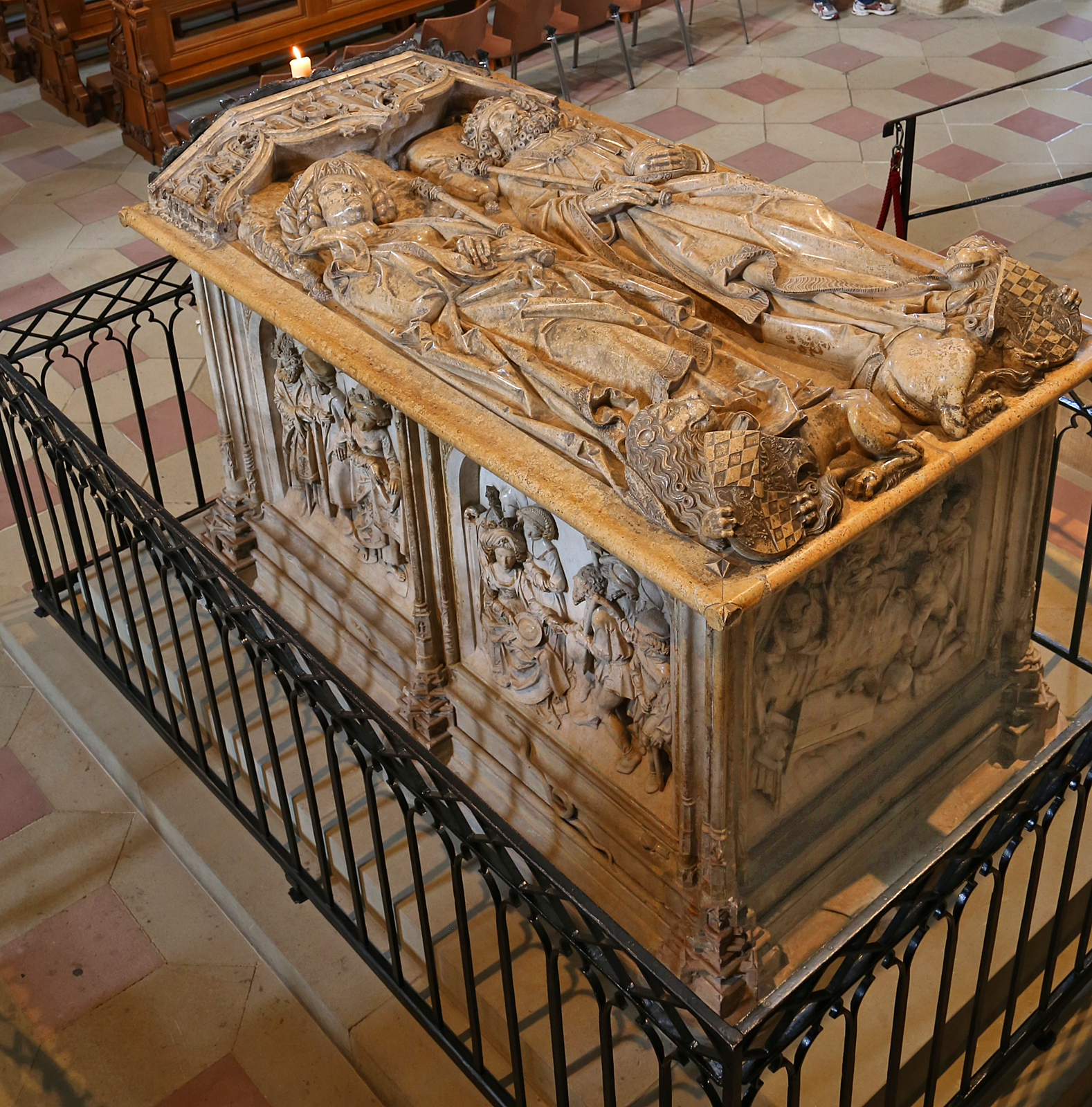
Tombe de l'empereur Henri II et de son épouse Cunégonde.

La cathédrale est de style roman tardif avec quatre tours. Elle fut fondée en 1004 par l'empereur Henri II, achevée en 1012 et consacrée le 6 mai 1012. Elle fut par la suite partiellement détruite par un incendie en 1081. La nouvelle cathédrale, construite par l’évêque Othon de Bamberg, fut consacrée en 1111, et reçut au cours du XIIIe siècle sa forme romane tardive actuelle.
La cathédrale mesure 94 m de long, 28 m de large, 26 m de haut, et les quatre tours atteignent chacune 81 m de haut. Parmi tous les ouvrages de la cathédrale une tombe de marbre, taillée entre 1499 et 1513, où reposent son fondateur, Henri II, et sa femme, l'impératrice sainte Cunégonde : elle a été faite par le sculpteur Tilman Riemenschneider. Un autre des trésors de la cathédrale est la statue équestre connue sous le nom du Cavalier de Bamberg (en allemand : Der Bamberger Reiter). Cette statue pourrait représenter le roi Étienne Ier de Hongrie et daterait de l'an 1200 environ.

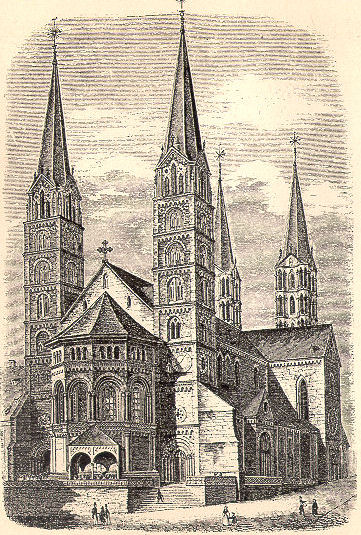
La cathédrale en 1891.
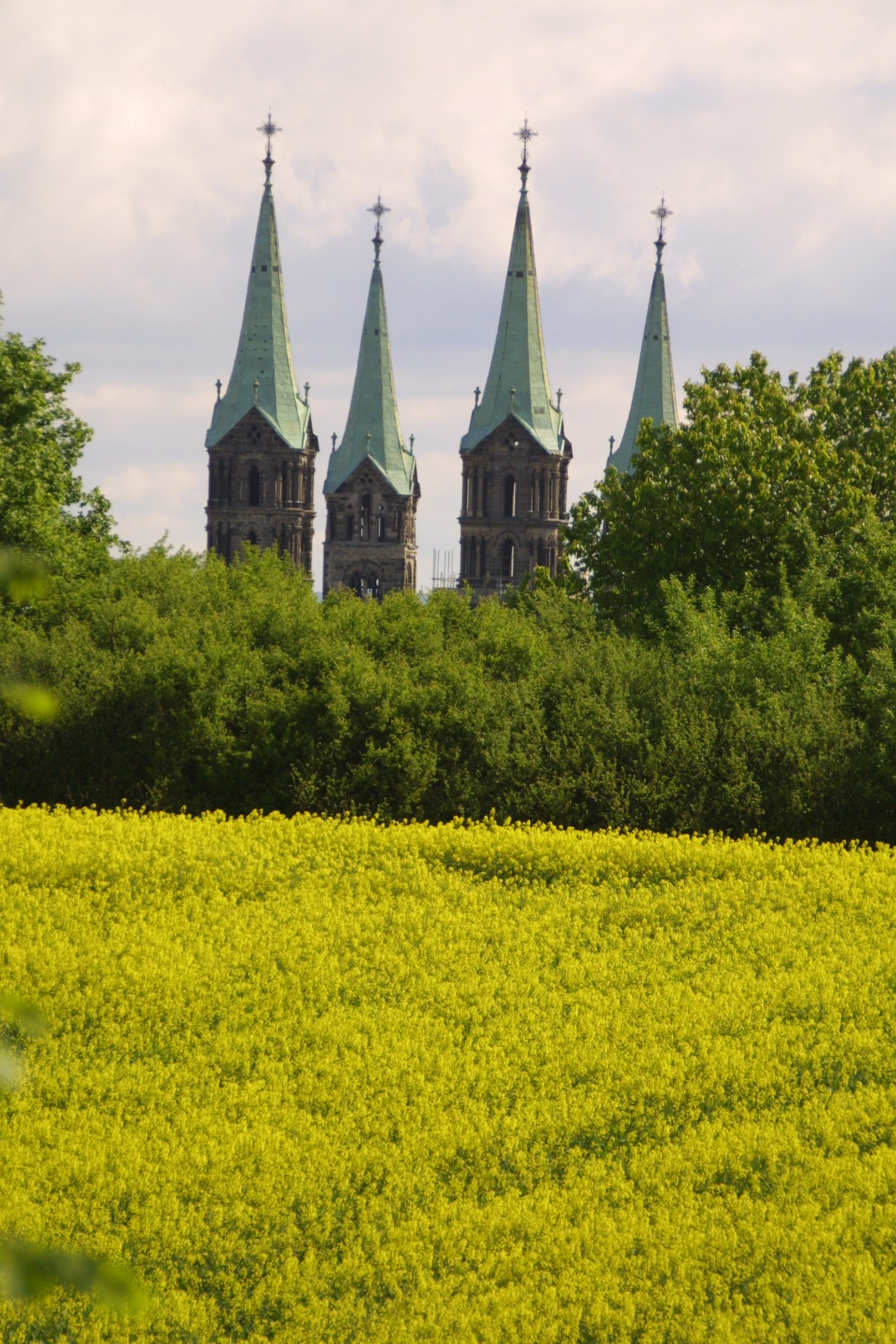
Les quatre clochers.
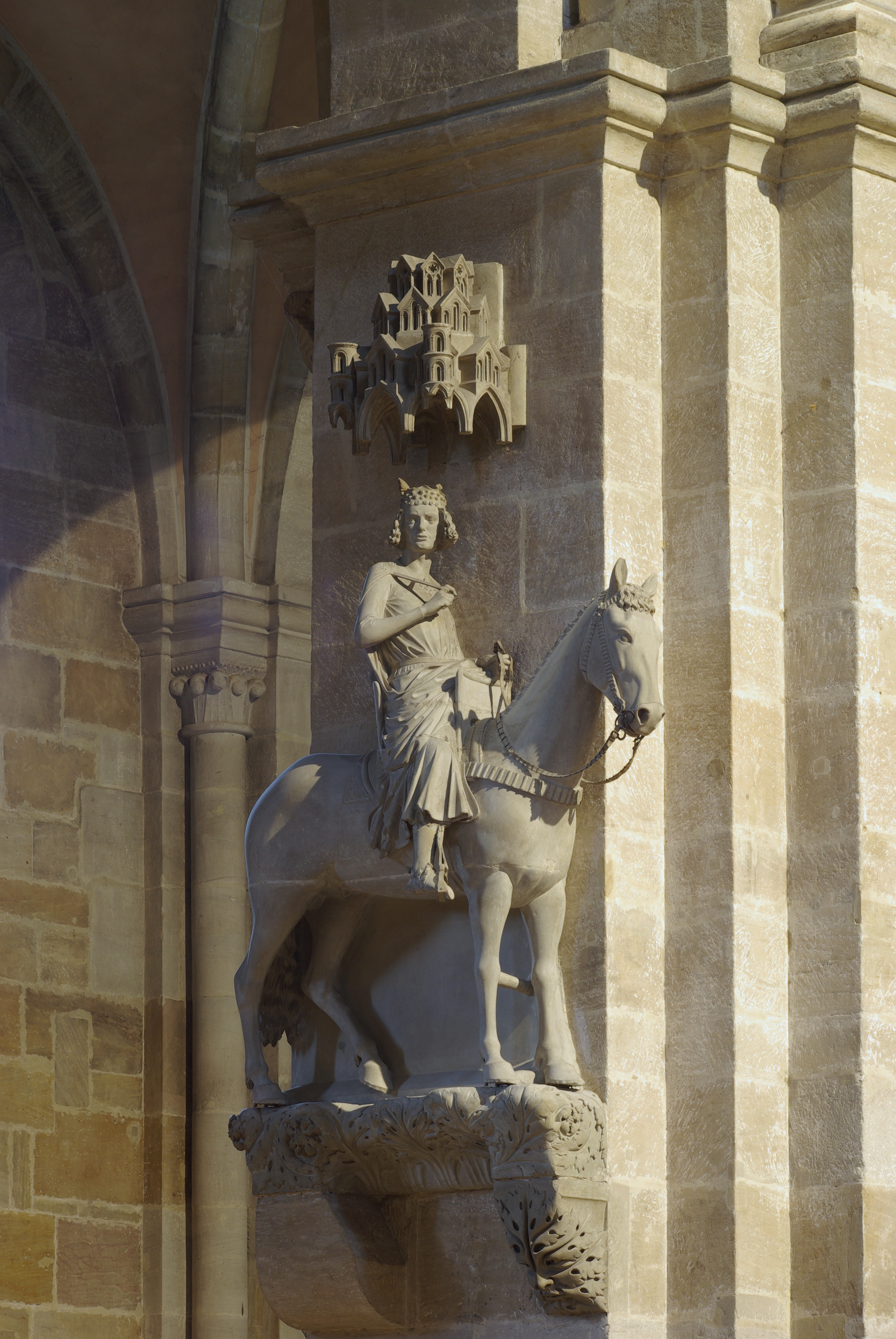
Le cavalier de Bamberg, statue équestre grandeur nature.
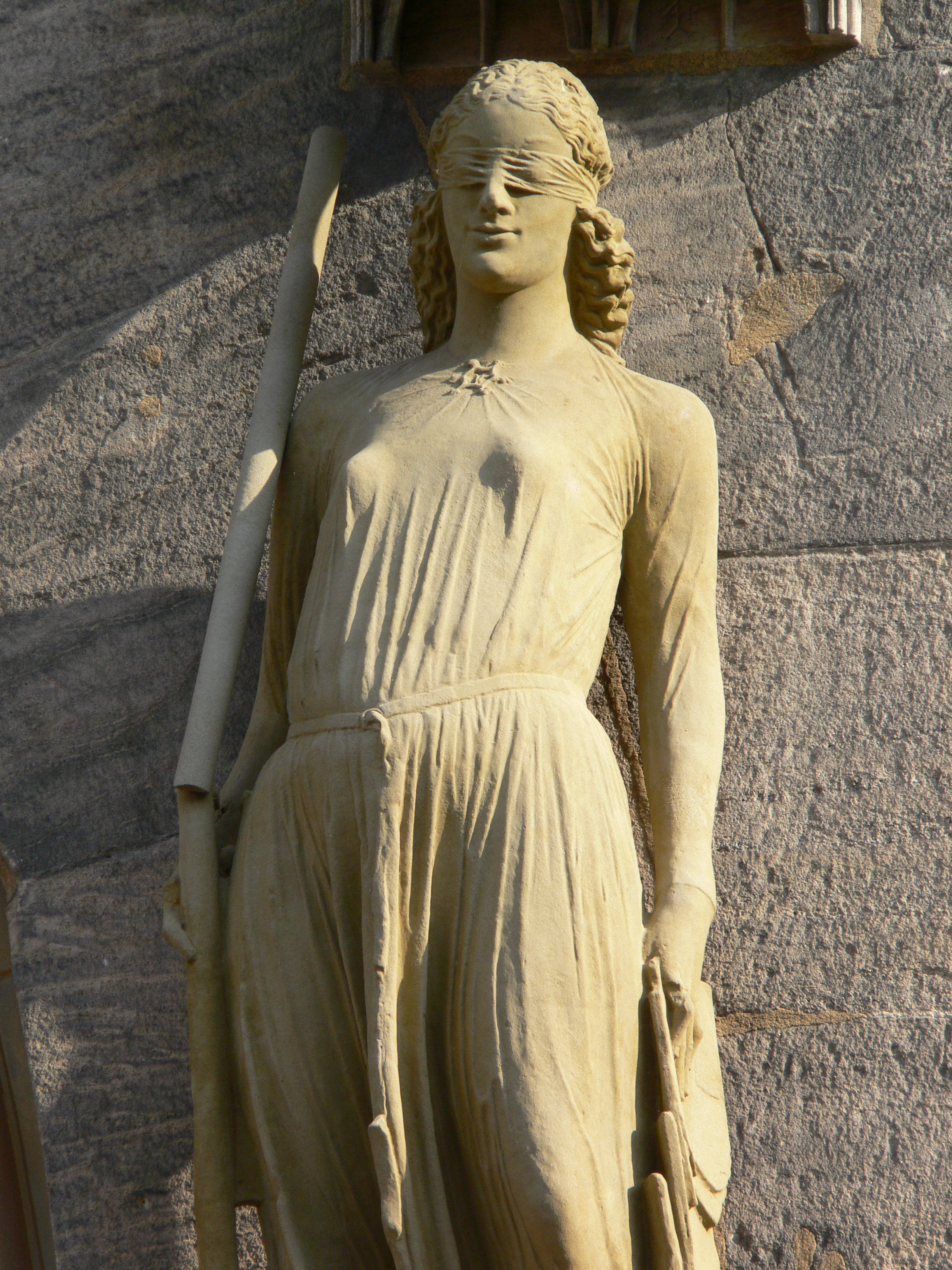
Représentation allégorique dite "Synagogue".
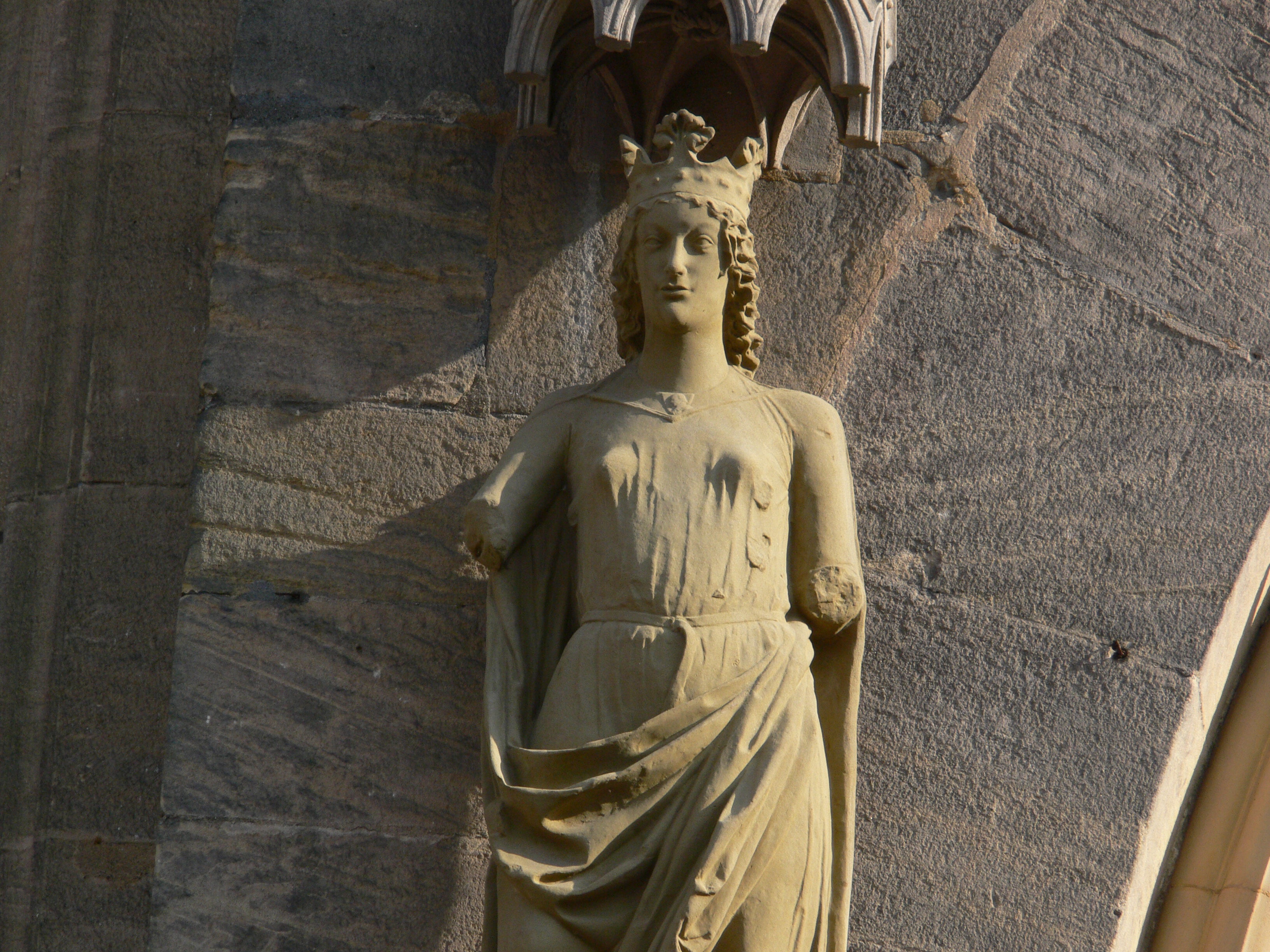
Représentation allégorique dite "Église".
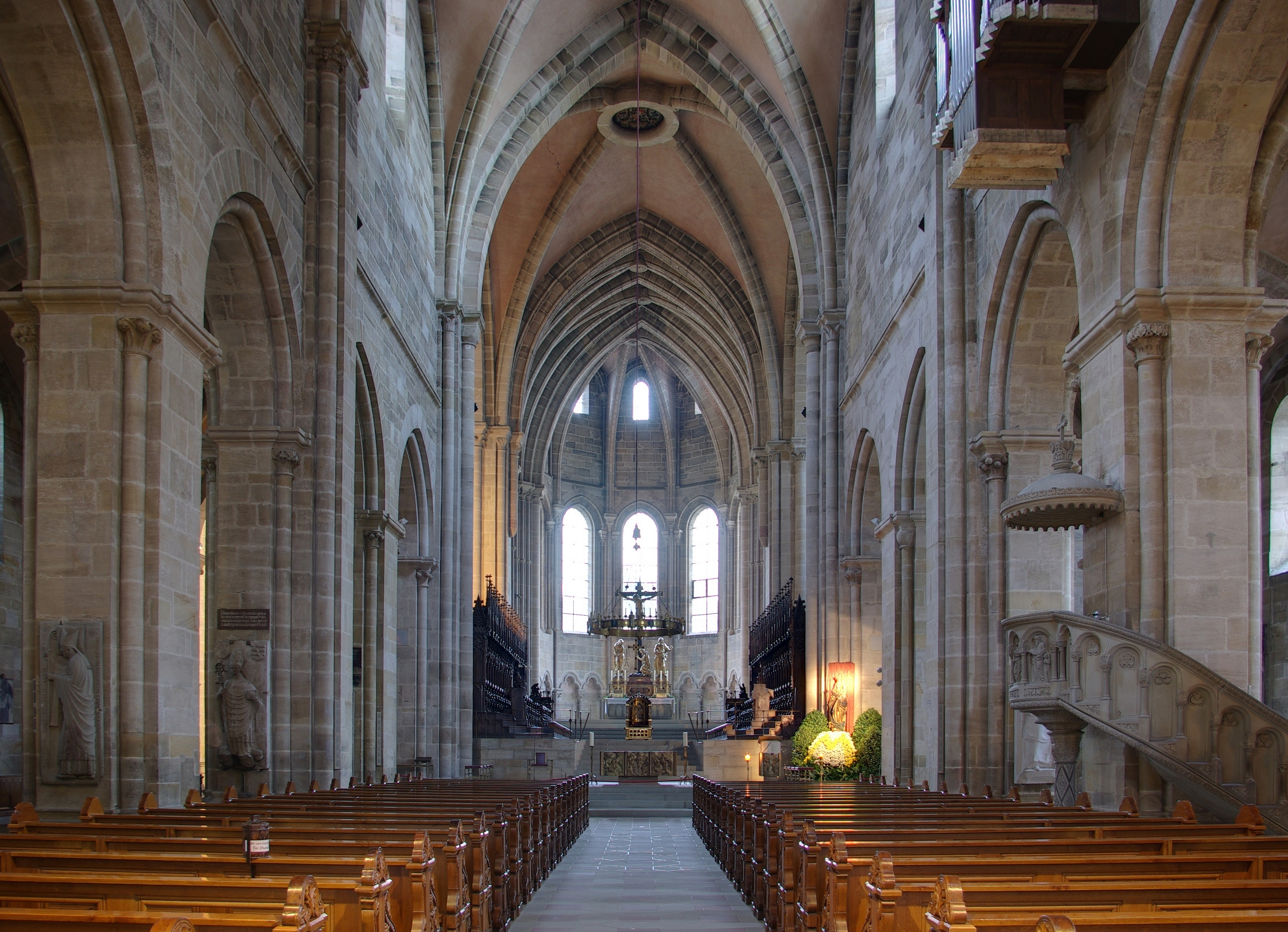
La nef et le chœur.

### Les orgues
La cathédrale est dotée de deux orgues datant de 1976, réalisés par la maison Rieger: le grand orgue (78 jeux sur 4 manuels et pédalier) et l'orgue de chœur.

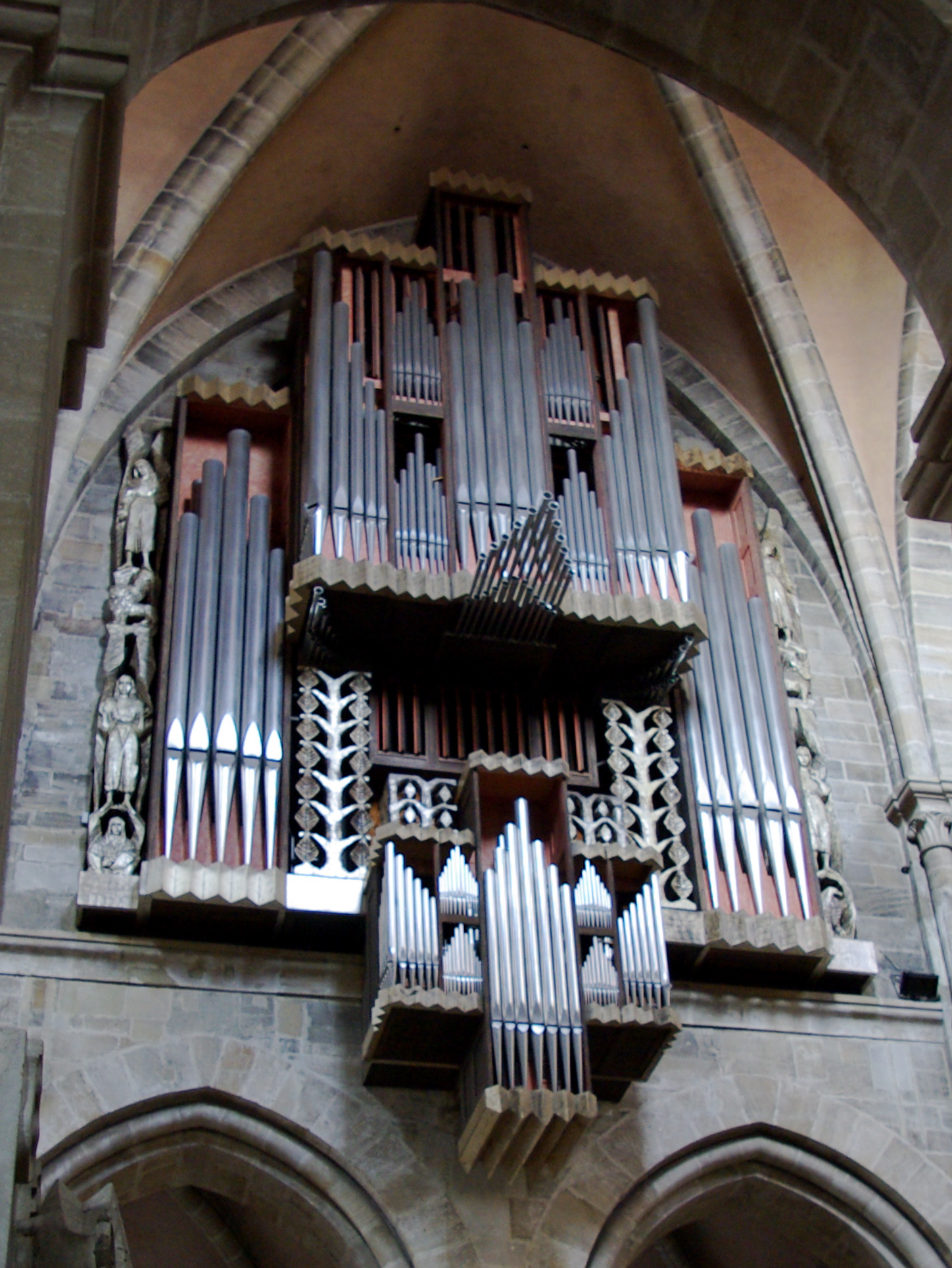
Le grand orgue